# Pepi II
(Manetone, Aegyptiaca)
Pepi II (Neferkara Pepi), o anche Piopi II o Fiope II (in egizio Ppy; in greco antico: Φίωψ?, Phíōps; ca. 2284 a.C. – ca. 2216 a.C. o 2184 a.C.) è stato un faraone della VI dinastia egizia. Il suo nome regale, Neferkara, significa "Meraviglioso è il ka di Ra".
Il regno relativamente pacifico di Pepi II, la cui lunghissima durata fu forse causa di una certa stagnazione, segnò il declino irrefrenabile dell'Antico Regno: a causa dello strapotere dei nomarchi (i governatori locali), l'autorità del faraone diminuì. Con l'autorità centrale indebolita a tal punto, l'aristocrazia locale avviò una serie di conflitti per dividersi il territorio. L'Antico Regno cadde pochi decenni dopo la morte di Pepi II. Come ha scritto l'egittologo inglese Toby Wilkinson:
(Toby Wilkinson)

## Famiglia

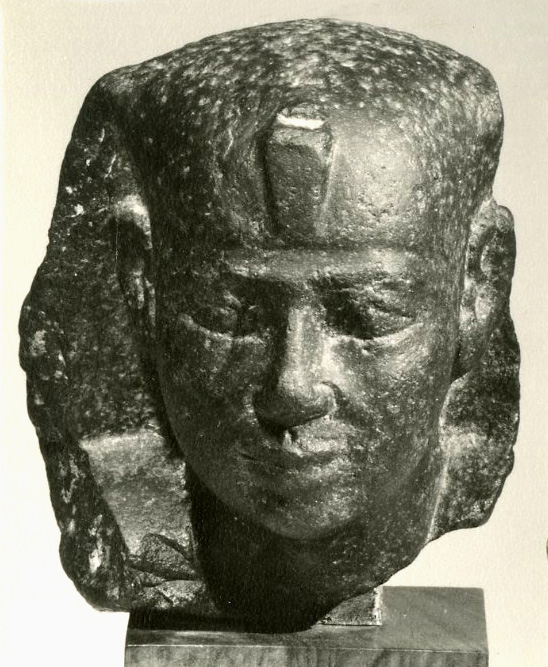
Testa di un faraone coeva al regno di Pepi II; probabilmente da una statua dello stesso Pepi II (Metropolitan Museum of Art, New York).

### Identità del padre
Ascese al trono all'età di 6 anni, alla morte di Merenra I. Si riteneva tradizionalmente che fosse figlio del faraone Pepi I e della regina Ankhesenpepi II, ma gli annali registrati sulla "Pietra di Saqqara meridionale" indicano che Merenra I ebbe un regno di almeno 11 anni; Pepi II sarebbe quindi nato 5 anni dopo la morte di Pepi I. Vari sigilli reali della VI dinastia e blocchi di pietra (l'ultimo dei quali individuato nel Tempio funerario della regina Ankhesenpepi II, madre certa di Pepi II) furono scoperti nella stagione di scavi 1999/2000, a Saqqara, e dimostrano che Ankhesenpepi II sposò anche Merenra I, dopo la morte di Pepi I. Le iscrizioni su tali blocchi di pietra enumerano i seguenti titoli di Ankhesenpepi II:
Di conseguenza, molti egittologi sono del parere che Merenra I fosse padre di Pepi II. Pepi II sarebbe stato, quindi, nipote abiatico di Pepi I.

### Spose
Pepi II ebbe varie coniugi nel corso della sua lunga vita, fra le quali:
- Neith – "Figlia del re", "Grande dello scettro", "Madre del re", "Sposa del re", fu la madre del successore di Pepi II, Merenra II[14]; potrebbe essere stata figlia di Ankhesenpepi I e, di conseguenza, anche sorellastra e cugina di Pepi II[15]. Sepolta accanto al marito, i suoi resti si trovano al Museo egizio del Cairo (in precedenza presso la Kas el-Aini Medical School)[14].
- Iput II – "Sposa del re", "Prima figlia del re, del suo corpo", sorella o sorellastra di Pepi II, sepolta a Saqqara meridionale[16].
- Ankhesenpepi III – "Figlia del re", "Sposa del re", figlia di Merenra Nemtiemsaf I e quindi sorella o sorellastra di Pepi II[17]. Sepolta in una piramide fra quelle delle spose di Pepi II, a Saqqara meridionale. Frammento di un decreto di Pepi II in suo onore furono scoperti a nord del muro di cinta della piramide[15][17].
- Ankhesenpepi IV – "Figlia del dio", "Madre del re", "Sposa del re", "Grande dello scettro", madre di un faraone di nome Neferkara stando a un'iscrizione nella sua tomba[18]. Non è noto con certezza di quale Neferkara si tratti, dal momento che vari faraoni regnarono con questo nome durante il Primo periodo intermedio dell'Egitto[18]: forse Neferkara Nebi[15].
- Udjebten – "Sposa del re", "Grande dello scettro": l'assenza per lei del titolo di "Figlia del re", usuale per le figlie del faraone, indica che non fu una sorella o sorellastra di Pepi II, a differenza di altre consorti come Neith e Iput II; altri la ritengono figlia di Pepi I[15]. Fu sepolta accanto al marito[19].

Fra queste regine, Neith, Iput e Udjebten ebbero ciascuna una piramide minore ("sussidiaria") e un tempio funerario all'interno del complesso sepolcrale di Pepi II a Saqqara. Ankhesenpepi III fu sepolta in una piramide accanto a quella di Pepi I, mentre Ankhesenpepi IV fu modestamente inumata in una cappella nel Tempio funerario Iput II, altra sposa del re. Altri due figli noti di Pepi II sono Nebkauhor-Idu, visir e sacerdote del culto funerario del faraone Unis della V dinastia, e Ptahshepses D; entrambi furono sepolti presso la tomba di re Unis, a Saqqara.

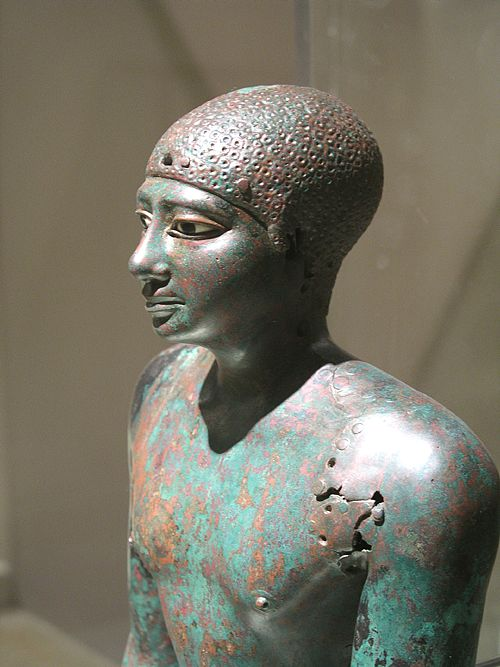
Pepi I[N 2]. Museo egizio del Cairo[22].
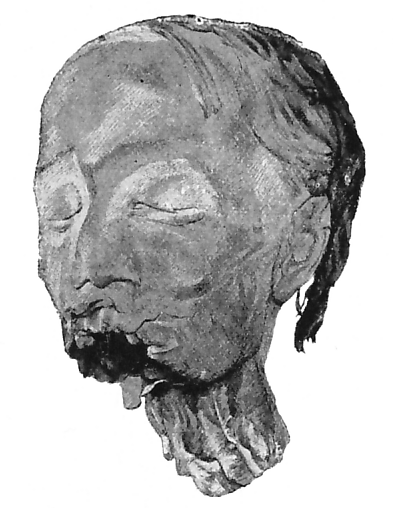
Possibile testa di Merenra I[N 3].
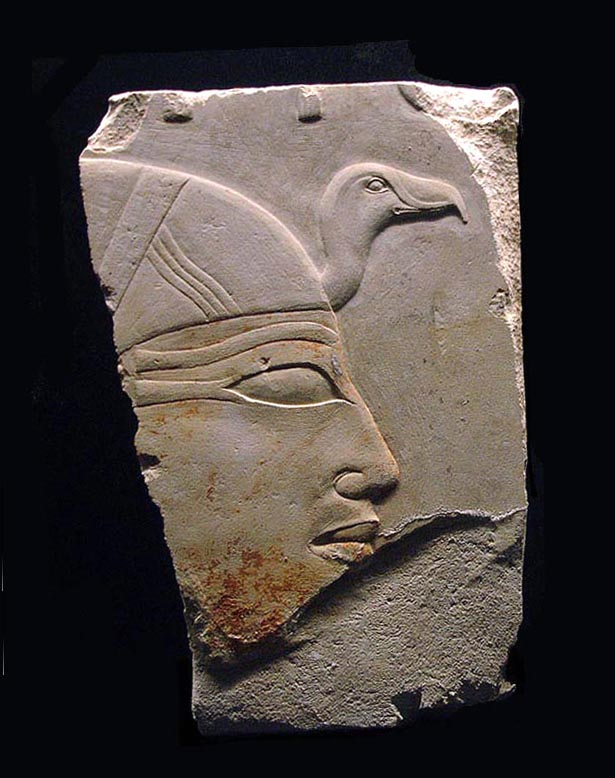
Ankhesenpepi II. Imhotep Museum, Saqqara.
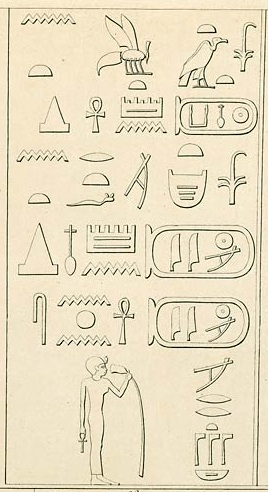
Ankhesenpepi II (Uadi Maghara).
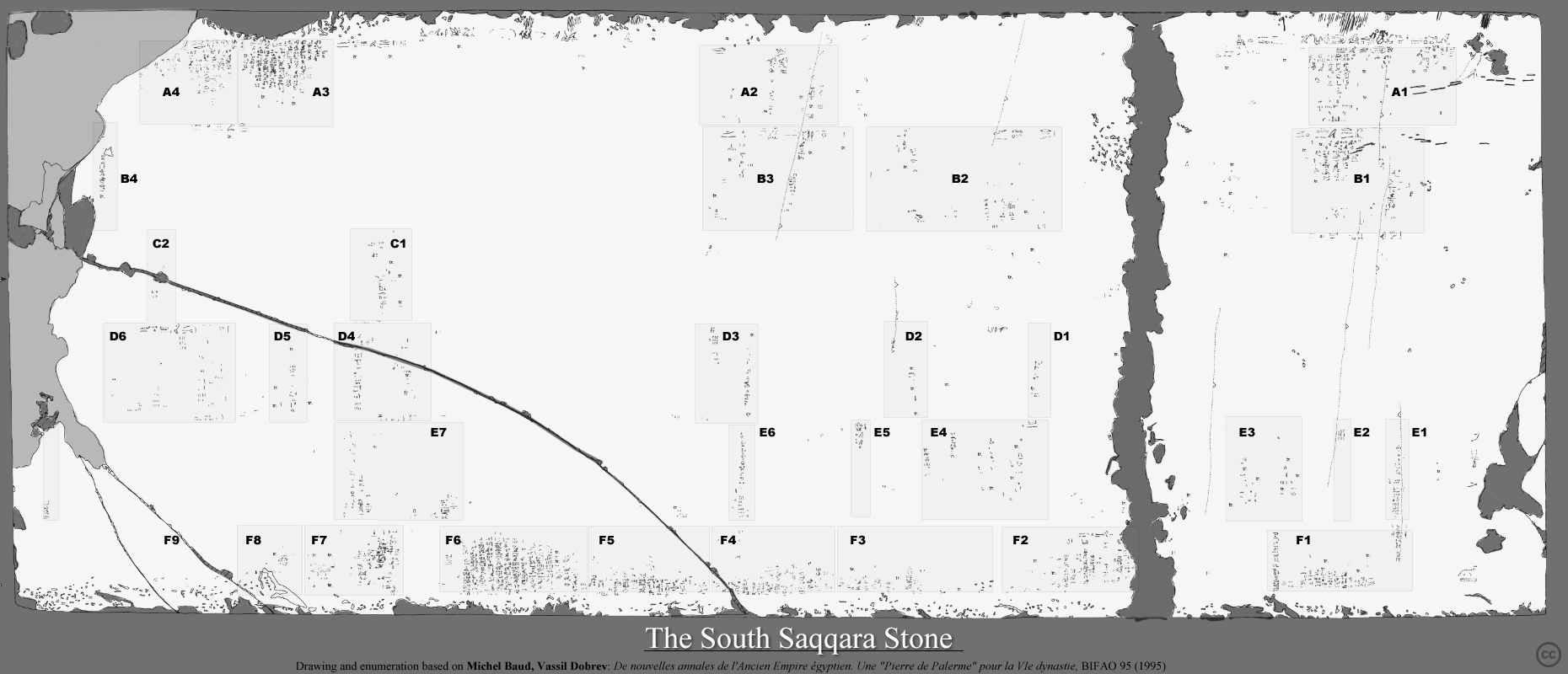
La "Pietra di Saqqara meridionale" (coperchio del sarcofago di Ankhesenpepi I) fornisce informazioni decisive sulla famiglia di Pepi II[23].

## Biografia

### Primi anni di regno
Sua madre Ankhesenpepi II (detta anche Ankhesenmerira II) regnò, con ogni probabilità, come reggente per Pepi II ancora bambino. Una statuetta in alabastro, conservata al Brooklyn Museum di New York, rappresenta il giovanissimo Pepi II, rivestito di tutti gli attributi faraonici, seduto sulle gambe della madre. A dispetto del suo regno lunghissimo, si tratta di una delle sole tre rappresentazioni certe di questo sovrano. Ankhesenpepi II potrebbe esser stata affiancata dal fratello Djau (o Zau), che era stato visir durante il precedente faraone. Alcuni studiosi hanno interpretato la relativa scarsità di statuaria regale del regno di Pepi II come indizio della difficoltà, da parte della corte, di trattenere artigiani di valore.

### Politica estera
La politica estera di Pepi II non sembra aver differito da quella dei suoi immediati predecessori. Organizzò l'estrazione di rame e turchese dalle miniere dello Uadi Maghara, nel Sinai, e di alabastro da Hetnub. È menzionato da un'iscrizione scoperta nella città fenicia di Biblo, nella Palestina antica. 

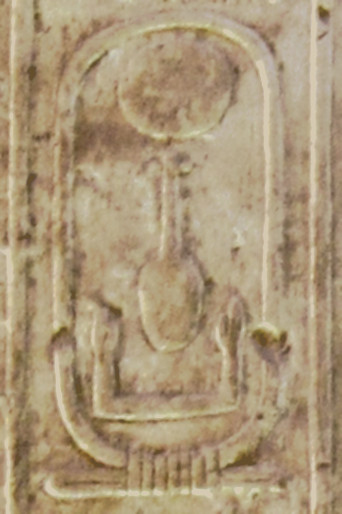
Cartiglio con il nome regale (Neferkara) di Pepi II. Lista di Abido.

#### Spedizioni nubiane: le prime esplorazioni africane
Le relazioni con il sud si tradussero nei frequenti viaggi di carovane mercantili da e per la Nubia. Uni, della famiglia dei "coraggiosi e risoluti" principi di Elefantina cui era affidata la protezione della frontiera nubiana con il titolo di "Guardiani delle porte del Sud", stretto collaboratore del giovane Merenra I (padre di Pepi II e, tra l'altro, primo faraone a recarsi a Elefantina), fu fautore di due spedizioni in Nubia per procurarsi granito per la piramide del faraone, e di una terza di cui lasciò scritto:
Il suo successore a Elefantina, il nobile Harkhuf, compì altre tre spedizioni nel cuore del continente africano per conto di Merenra II. Incoronato in giovane età e faraone per meno di un decennio, nel corso del quale ebbe modo di organizzare tutte queste spedizioni, il padre di Pepi II si rivelò un sovrano di notevole intraprendenza: i pionieri da lui inviati furono, di fatto, tra i primi esploratori dell'Africa subsahariana (il futuro Pepi II si trovava allora nella primissima infanzia). La morte prematura di Merenra I, intorno al 2278 a.C., interruppe le spedizioni. Pepi II (o il suo consiglio di reggenza, fra cui la madre, in vece sua) riprese però celermente le attività del predecessore e ordinò a Harkhuf una quarta spedizione: si sarebbe dovuto recare nel Paese di Yam, che il nobile trovò in guerra con un altro Paese, Themeh. Dopo aver imposto la pace, Harkhuf tornò a Menfi con "trecento asini carichi d'incenso, ebano, pelli di pantera, avorio e ogni buon prodotto": Pepi II gli mandò incontro una nave "carica di vino, datteri, focacce e birra".

#### Lettera di Pepi II bambino a Harkhuf
Un lampo della personalità di Pepi II da bambino emerge in una lettera da lui scritta a Harkhuf quando questi capeggiava una ennesima spedizione in Nubia. Oltre al consueto bottino, Harkhuf riuscì a procurarsi un "nano danzante", quasi certamente pigmeo: ormai ritornato in sicurezza nell'Alto Egitto, comunicò al piccolo faraone il suo ritorno, citando i grandi doni portati da Yam, compreso il pigmeo. 

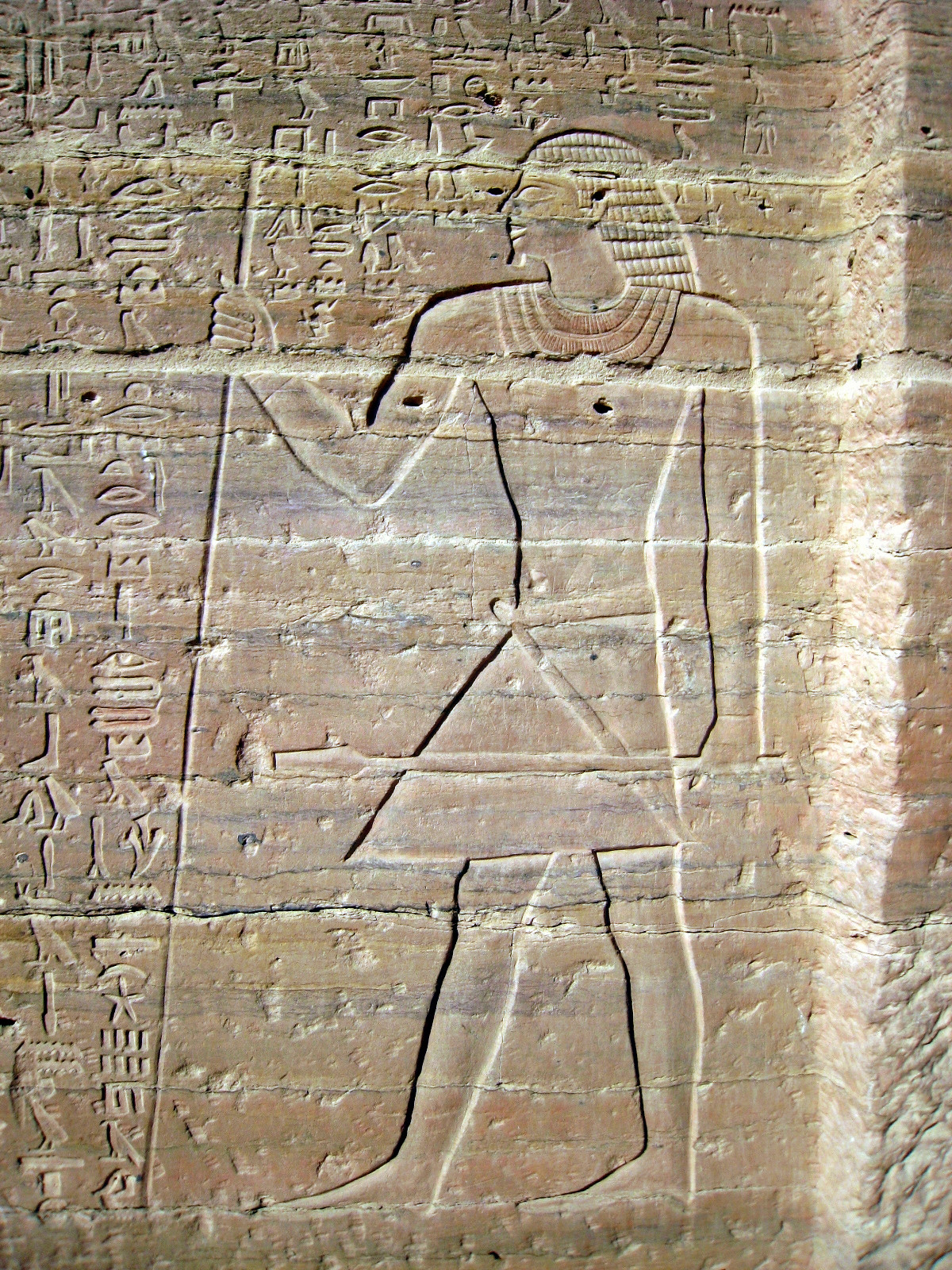
Harkhuf, principe di Elefantina, personaggio chiave della politica estera di Merenra I e Pepi II. Da un rilievo della sua tomba a Qubbet el-Hawa.

Il re-bambino in persona, assai incuriosito, rispose al governatore ed esploratore con una lettera di ringraziamento particolarmente entusiasta, "in cui c'è tutta la gioia di un bambino per il nuovo giocattolo", della quale segue un estratto:
(Autobiografia di Harkhuf)
Ricevere una lettera del genere da parte del sovrano costituiva un enorme onore, ed Harkhuf non mancò di riprodurla integralmente sulla facciata della propria tomba, essendo le pareti interne già decorate con i racconti delle sue precedenti spedizioni ("Autobiografia di Harkhuf"). È grazie a questo espediente che si è preservata l'unica lettera reale completa dell'Antico Regno.

#### Spedizioni di Mechu e Hekaib
Le spedizioni, alcune delle quali potevano durare anche sei o otto mesi, continuarono ben oltre la giovinezza di Pepi II: non tutte però ebbero un esito positivo. Un altro principe di Elefantina, di nome Mechu, fu mandato dal faraone nello Uauat, cioè nella Bassa Nubia, ma rimase ucciso nell'assalto di tribù ostili; senza attendere il beneplacito del re, ma limitandosi a informarlo, il figlio di Mechu, Sabni, cominciò a dare la caccia ai responsabili dell'omicidio del padre, li uccise e recuperò la salma di Mechu che riportò in patria. Se il suo corpo fosse andato distrutto, anziché essere correttamente imbalsamato, Mechu non avrebbe potuto conseguire la vita eterna nell'aldilà: alla frontiera con l'Egitto, Sabni trovò ad attenderlo i sacerdoti e imbalsamatori del palazzo reale, i quali procedettero a mummificare i resti di Mechu con una ricca dotazione di unguenti e aromi. Sabni proseguì per Menfi per ringraziare Pepi II portandogli in dono una zanna di elefante; Pepi II lo colmò di regali a sua volta e lo insignì dell'"Oro della Lode" per l'eccezionale pietà filiale dimostrata. 

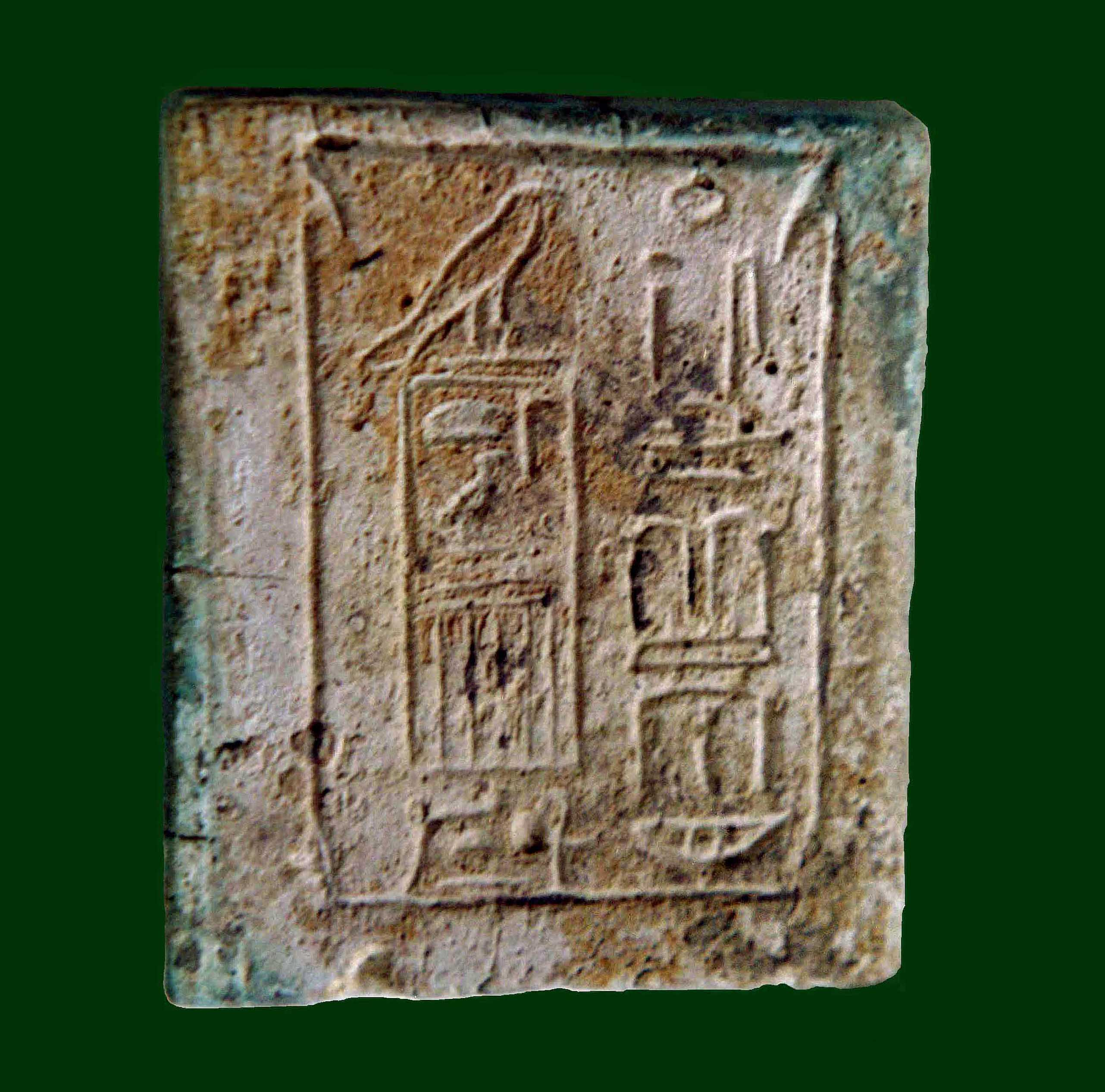
Placchetta che commemora il trentesimo anniversario (giubileo heb-sed) dell'ascesa al trono di Pepi II.

Andò così stabilendosi una sorta di sovranità del re egizio sulla Nubia, fino alla terza cateratta. Pepi II nominò un ennesimo principe di Elefantina, Hekaib (anche chiamato Pepinakht, "Forte è Pepi") "Governatore dei Paesi stranieri", titolo con cui quest'ultimo compì due spedizioni, ora di carattere militare, riportandone successi, bottino e capi prigionieri. Una terza sortita, punitiva, nello Uadi Hammamat, fu finalizzata a vendicare l'ammiraglio Enenkhet che era stato ucciso dai predoni durante uno dei suoi consueti spostamenti da Copto al Mar Rosso: su ordine del faraone, Hekaib partì in rappresaglia contro i beduini e recuperò il corpo di Enenkhet per dargli una degna sepoltura.

### Declino dell'Antico Regno
Le ragioni profonde del declino dell'Antico Regno sono rintracciabili ben prima dell'epoca di Pepi II, con il potere sempre maggiore dei nomarchi (rappresentanti regionali del re). Pepi I, per esempio, prese in moglie due figlie di un nomarca, per poi elevare un loro fratello all'ufficio di visir; l'influenza di queste due regine fu grande, siccome il figlio di ciascuna di loro divenne faraone: prima Merenra I e poi Pepi II. Durante il regno di Pepi II, agli alti funzionari d'Egitto non solo andò un potere sproporzionato rispetto a quello del sovrano, ma anche una considerevole ricchezza: a questo periodo risalgono le ricche tombe particolarmente elaborate di nomarchi in carica, importanti sacerdoti e altri pubblici ufficiali. I nomarchi erano tradizionalmente esenti dalla tassazione, e la loro carica divenne ereditaria. La crescente ricchezza, unità all'ereditarietà del ruolo, portò a una loro sostanziale indipendenza dal potere centrale del monarca e della corte. È noto che, a un certo punto, Pepi II suddivise il ruolo di visir fra due persone: uno per l'Alto Egitto e uno per il Basso Egitto: un'ulteriore decentralizzazione del potere rispetto alla capitale, Menfi. Mentre la sede del visir dell'Alto Egitto mutò varie volte, quella dell'omologo per il Basso Egitto rimase sempre Tebe. Si è ipotizzato anche il regno estremamente lungo ("troppo lungo" l'ha definito Cimmino) di Pepi II fra i fattori che portarono al declino e al collasso del potere faraonico e, così, alla fine dell'Antico Regno.

#### Collasso finale: il Papiro di Ipuwer
In passato si credeva che il saggio Ipuwer avesse lavorato come funzionario presso la Tesoreria negli ultimi anni del regno di Pepi II. Il Papiro di Ipuwer (Papyrus Leiden I 344 recto) è talvolta ritenuto una descrizione del collasso dell'Antico Regno e dell'inizio del periodo di caos e anarchia noto come "Primo periodo intermedio". Alcuni sigilli siriaci a forma di bottone supporterebbero questa affermazione. Nel poema, che Gardiner descrisse venato di "disperato pessimismo", Ipuwer (nome molto comune tra il XIX e il XV secolo a.C.) lamenta il disordine in cui è precipitato l'Egitto e chiede al "Signore di Tutto" di decidersi a distruggere i propri nemici e di ricordarsi dei propri doveri religiosi; a questa invocazione segue un violento scenario di disordini e profanazioni: la legge sembra non esistere più e perfino le tombe dei faraoni nelle piramidi vengono violate e rovistate. 
(dal Papiro di Ipuwer)

Sembra che si consumassero atti di violenza anche contro la persona stessa del faraone, ma l'interpretazione del passaggio che cita questo fatto è tutt'altro che certa. Il papiro prosegue con l'avvento di giorni migliori, fino alla sua brusca interruzione causata dalla mancanza della parte finale del rotolo. È possibile che l'opera si concludesse con una risposta del "Signore di Tutto" o con la profezia dell'avvento di un sovrano che avrebbe restaurato l'ordine. Il "Signore di Tutto" potrebbe non essere un re, quindi non Pepi II o altro faraone della dinastia, bensì un dio: conclusione che Fetch avrebbe dimostrato filologicamente. Recenti ricerche sembrano dimostrare la redazione del testo durante l'assai più tarda XIII dinastia egizia, però con parte di un papiro risalente al regno del faraone Kheti I, contemporaneo degli effimeri successori di Pepi II; l'ammonizione di Ipuwer sarebbe indirizzata al dio Atum, non a un re storico.  

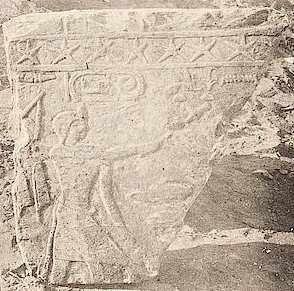
Rilievo di Pepi II nel Tempio di Min a Copto.
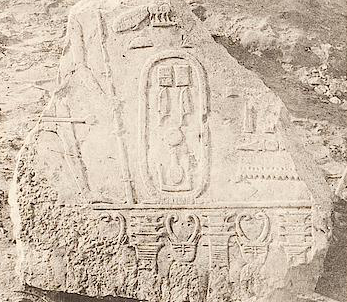
Rilievo di Pepi II nel Tempio di Min a Copto.
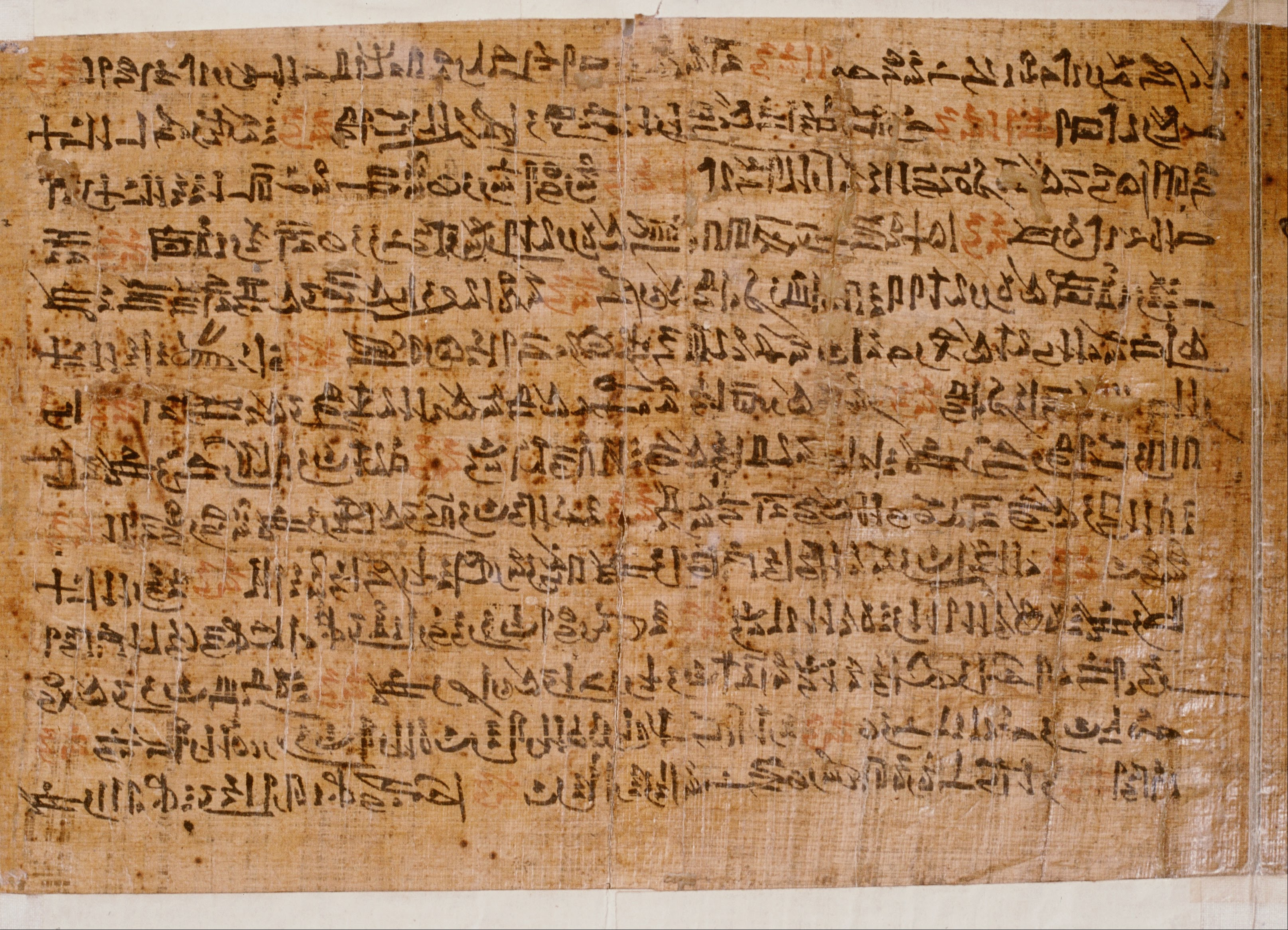
Il Papiro di Ipuwer. Rijksmuseum van Oudheden, Leida.

### Successione a Pepi II: la fine della VI dinastia

#### Merenra II, Netjerkara Siptah e la leggendaria Nitocris
Le iscrizioni coeve sugli immediati successori di Pepi II sono quantomai scarse. D'accordo con il sacerdote e storico egizio d'epoca tolemaica Manetone e con il Papiro dei Re, all'anziano Pepi II sarebbe succeduto il figlio Merenra Nemtiemsaf II, verosimilmente non più giovane, che avrebbe regnato per un anno soltanto.
Si ritiene che a quest'ultimo sia subentrato il semisconosciuto Netjerkara Siptah, anche se una tradizione popolare (suffragata, due millenni dopo, dall'ellenistico Manetone) vuole che dopo la morte di Merenra II sia stata incoronata la leggendaria regina Nitocris (ellenizzazione del nome egizio "Nitokerty"), la quale avrebbe regnato quale primo faraone-donna. Il suo nome si trova nelle Storie di Erodoto e nelle epitomi degli Aegyptiaca di Manetone, ma la sua effettiva esistenza è oggetto di dibattito, mancando completamente fonti o reperti originali egizi che la riguardino. Se realmente esistita, potrebbe essere stata una sorella o sorellastra del Merenra II e una figlia di Pepi II e della sposa reale Neith. Si è a lungo pensato che sia il suo il nome "Nitokerty/Nitiqreti" (nt-ỉqrtỉ) che compare in uno dei molti frammenti che compongono il Papiro dei Re conservato al Museo Egizio di Torino, ascrivibile cronologicamente alla XIX dinastia egizia. Si è ritenuto che il lacerto su cui appare "nt-ỉqrtỉ" appartenesse alla posizione dei re della VI dinastia egizia, risultando così una conferma delle testimonianze di Erodoto e Manetone. Tuttavia, analisi microscopiche del Papiro di Torino suggeriscono che il brandello col nome sarebbe stato collocato erroneamente fra i re della VI dinastia, e che si tratterebbe in realtà di una trascrizione imprecisa del praenomen del faraone Netjerkara (ntr k3 r՚) chiamato anche Nitokerty Siptah, della VIII dinastia egizia, il quale nella lista reale di Abido è posto come successore di Merenra II: la posizione tradizionalmente attribuita proprio alla regina Nitocris (la VII dinastia egizia si è rivelata inesistente, nata da un errore nelle antiche descrizioni della cronologia egizia). 

#### L'anarchia: la VII/VIII dinastia dei possibili discendenti di Pepi II
La VII e VIII dinastia egizia sono spesso considerate un tutt'uno: si tratta di una serie di effimeri faraoni vissuti, in media, assai brevemente e tutti ascrivibili alla prima metà del XXII secolo a.C. Le notizie e le attestazioni archeologiche coeve su questi sovrani, elencati per nome nella Lista di Abido (successiva di un millennio), sono singolarmente scarse e confuse, quasi a sottolineare il profondo declino dell'Egitto dell'epoca. Dal momento che almeno cinque di questi re condivisero il nome regale di Pepi II, Neferkara, è verosimile che si trattasse di discendenti di Pepi, eredi della VI dinastia, che avrebbero tentato di rievocare una certa autorità appellandosi al prestigio di Pepi II. Alcuni studiosi hanno ipotizzato, appunto, che si trattasse di figli e nipoti di Pepi II; l'ipotesi sembra fondata per Neferkara Nebi, Neferkara Khendu e Neferkara Pepiseneb. La tomba di uno di questi re, Kakaura-Ibi, piuttosto misera, è stata rintracciata a Saqqara, accanto proprio alla piramide di Pepi II. Indipendentemente da loro numero, è chiaro che i faraoni della VII/VIII dinastia regnarono in un'epoca di collasso dell'autorità centrale; governarono dall'antica capitale Menfi e tutto ciò chi si sa di loro (eccettuati alcuni re della fine della VIII dinastia) è il nome. Questi possibili discendenti di Pepi II furono infine spodestati dai sovrani della IX dinastia egizia provenienti da Eracleopoli. 

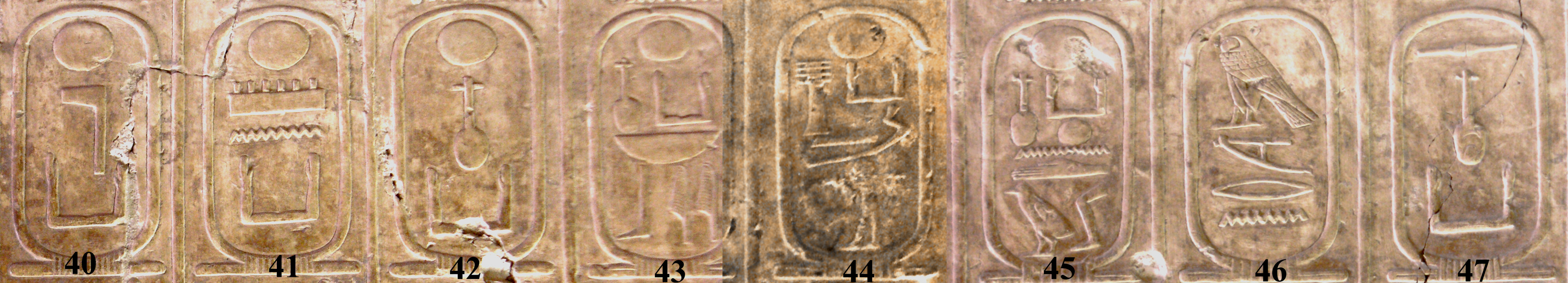
Otto re dell'VIII dinastia egizia, dalla Lista di Abido: Netjerkara Siptah (probabilmente figlio di Pepi II), Menkara, Neferkara II, Neferkara Nebi, Djedkara Shemai, Neferkara Khendu, Merenhor, Neferkamin.
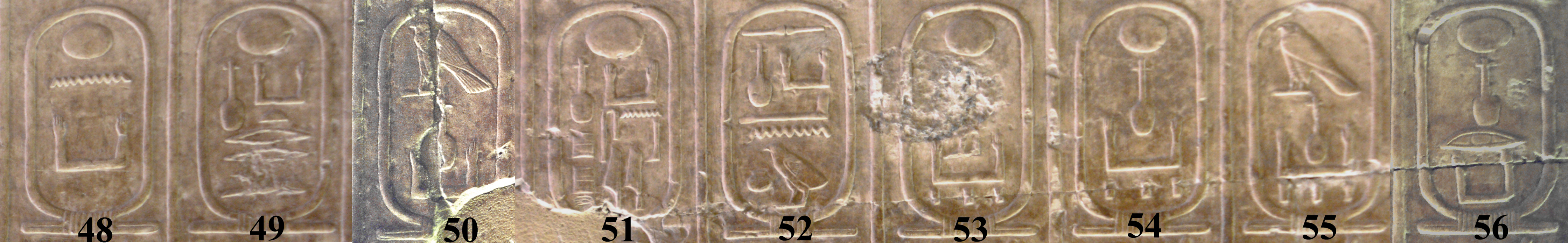
Nove re dell'VIII dinastia egizia, dalla Lista di Abido: Nekara, Neferkara Tereru, Neferkahor, Neferkara Pepiseneb, Neferkamin Anu, Kakaura, Neferkaura, Neferkauhor, Neferirkara.

## Regno più lungo della storia?

### Manetone e il Papiro dei Re
Pepi II è spesso menzionato come il monarca dal regno più lungo della storia, soprattutto in virtù di un'opera del sacerdote e storico egizio d'epoca ellenistica Manetone (III secolo a.C.), che attribuì a Pepi II ben 94 anni di regno:
(Manetone, Aegyptiaca)

Tale computo è stato molto discusso da egittologi come Hans Goedicke e Michel Baud a causa della mancanza di date, archeologicamente verificabili, posteriori al 31º censimento del bestiame avvenuta durante il suo regno (se biennale, corrispondente al 62º anno di regno). Le fonti più antiche, sulle quali si sarebbe basato Manetone, vissuto due millenni dopo Pepi II, sono completamente perdute. Secondo Jürgen von Beckerath, Manetone commise un errore di lettura. Il Papiro dei Re, al Museo egizio di Torino, attribuisce a Pepi II 90+ [X] anni di regno: ma anche questo documento è molto successivo a questo faraone, risalendo all'epoca di Ramses II, vissuto un millennio dopo Pepi II.

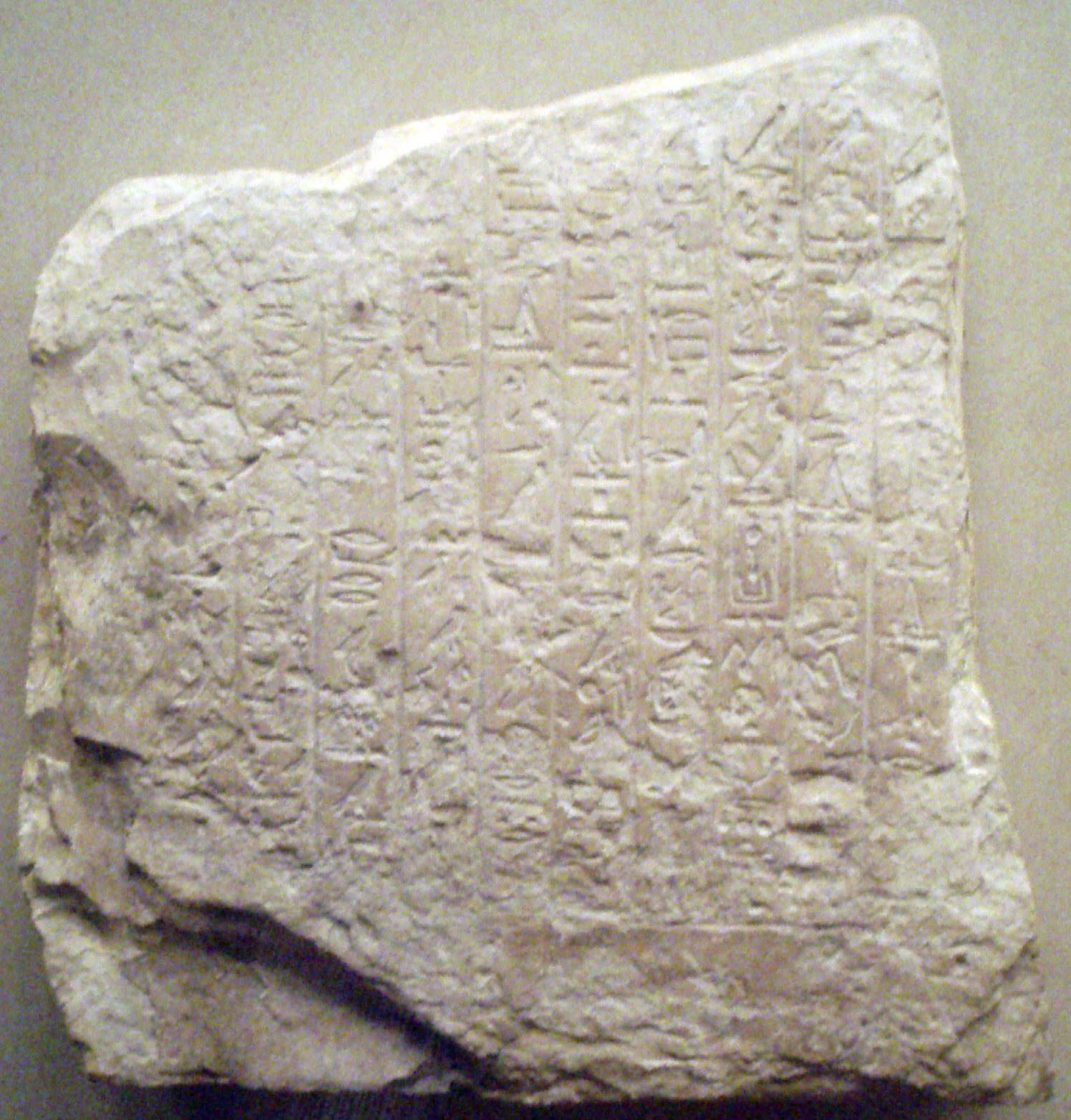
Frammento di un decreto di Pepi II, rinvenuto a Copto. Brooklyn Museum, New York.

### Dibattito degli egittologi
Attualmente, la più antica fonte scritta risalente al regno di Pepi II è datata "Anno dopo il 31º censimento (del bestiame), 1° mese di Shemu, 20º giorno", dal Graffito Hatnub n°7 (Spalinger, 1994), che implica, assumendo che il censimento del bestiame fosse biennale, almeno 62 anni di regno. Alcuni egittologi ritengono che non abbia regnato per più di 64 anni. Queste ipotesi si basano sulla totale assenza di date più alte, per Pepi II, al di là del suo 31º anno del censimento del bestiame: se biennali, 31 censimenti del bestiame si sarebbero svolti nel giro di 62 anni. Una vecchia proposta di Hans Goedicke, di ravvisare un "Anno del 33º censimento del bestiame" in un decreto di Pepi II per il culto funerario della regina Udjebten, fu scartata dallo stesso Goedicke nel 1988 in favore della lettura "Anno del 24º censimento del bestiame". Sempre Goedicke ha scritto che Pepi II è attestato in numerosi documenti datati fino all'anno del 31º censimento del bestiame, il che implicherebbe, molto verosimilmente, la morte del re dopo un regno di 64 anni. Altri studiosi, discordi, hanno osservato che il mancato ritrovamento, finora, di documenti posteriori a quelli già scoperti non esclude categoricamente un regno molto più lungo, dal momento che la fine del regno di Pepi II segnò un rapido tracollo delle fortune dei faraoni dell'Antico Regno che vennero subito dopo di lui.

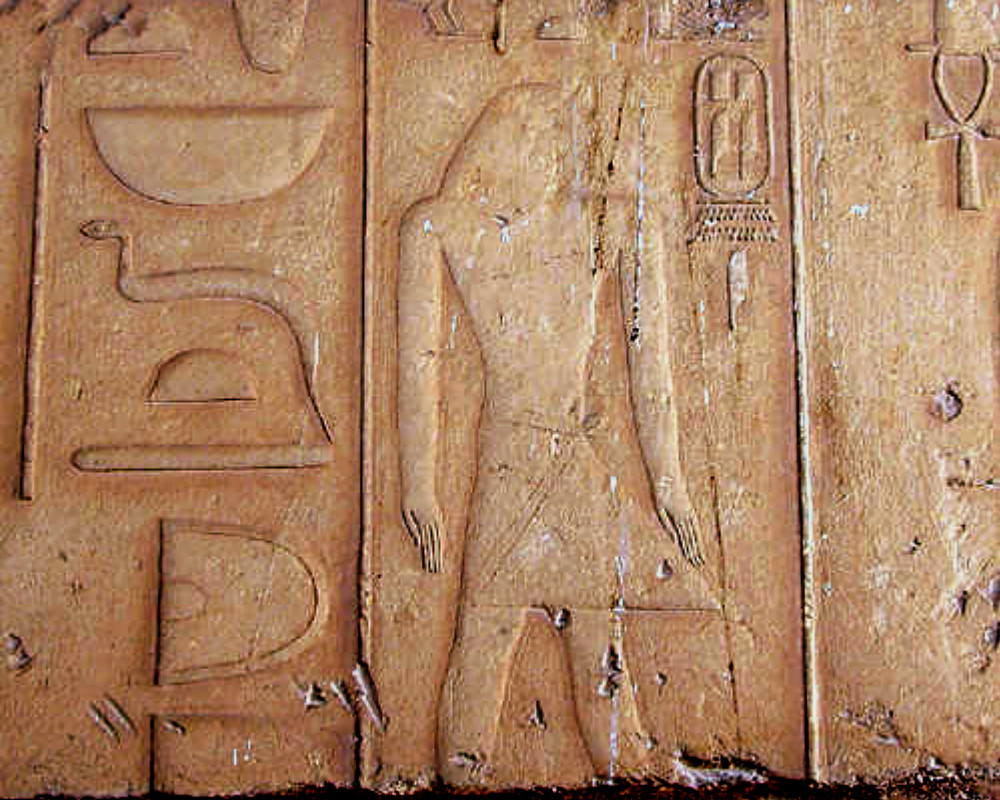
Rilievo di Pepi II presente nella sua piramide a Saqqara.

L'egittologo David Henige ha affermato che, mentre si conoscono esempi di liste regali nelle quali ad alcuni governanti furono attribuiti regni di una durata simile a quella assegnata a Pepi II ("spesso superiore a 100 anni, ma […] invariabilmente respinti come mitici"), i problemi inerenti al regno Pepi II sono molti, in quanto:
(David Henige)
Lo stesso Henige si è dichiarato scettico del computo di 94 anni di regno, unendosi a Naguib Kanawati (2003) nell'avanzare l'ipotesi di un regno più breve. Questa situazione potrebbe aver prodotto una crisi di successione e prodotto una certa stagnazione nell'amministrazione, la quale era incentrata su un monarca assoluto, benché sempre più anziano, che non fu mai rimpiazzato a causa della divinità della sua figura.

## Complesso funerario
(Testi delle piramidi, n° 555)

### Piramide
Il complesso funerario di Pepi II ebbe il nome ufficiale di "Neferkara è durevole e vivente". Il complesso consiste della piramide del re, con l'adiacente tempio funerario. La piramide conteneva un nucleo in calcare e argilla, mentre l'esterno era rivestito di calcare bianco. È curioso constatare come, una volta terminate la cappella settentrionale e una grande parete, queste strutture siano state abbattute per consentire l'allargamento della base della piramide, sulla quale fu applicata una banda di mattoni non più alta del muro di cinta; lo scopo dell'apposizione di tali mattoni non è chiaro: è possibile che i costruttori volessero far assomigliare l'edificio al geroglifico stesso della piramide
| O24 |

oppure che intendessero rinforzarne la base a causa di un terremoto. La camera sepolcrale era chiusa da una volta stellata a doppio spiovente, mentre due pareti consistevano di grandi lastre di granito. Il sarcofago in granito nero reca i nomi e i titoli del re. Uno scompartimento per i vasi canopi fu scavato nel pavimento. Nonostante l'impressionante longevità di Pepi II, considerando quindi il tempo che ebbe poté dedicare alla sua edificazione, la sua piramide non risulta più grande di quella dei suoi predecessori, con ciascun lato lungo 78,5 (150 cubiti) metri per un'altezza di 52,5 metri (100 cubiti): tali misure seguono un vero e proprio "formato standard". La piramide è composta di piccoli conci piccoli in pietra locale, rivestiti di uno strato calcareo che fu rimosso in epoche successive causando il deterioramento e il collasso della struttura interna, rimasta scoperta. La strada principale del complesso era lunga 400 metri.
La piramide contiene il numero di testi geroglifici più elevato fra tutte le piramidi conosciute al 2023. Per la prima volta, è stata studiata con la tecnica della fotogrammetria e dell'imaging iperspettrale, che consentono di realizzare un fedele riproduzione tridimensionale della parete nel luogo delle ricerche.

### Sepolture sussidiarie e tempio funerario
A nordovest della piramide di Pepi II furono costruite quelle, minori, delle spose reali Neith e Iput II; in direzione sud si trova, invece, quella della sposa reale Udjebten. Ciascuna delle piramidi delle regine disponeva di una propria cappella, un tempio e una piramide-satellite. La piramide di Neith, madre del successore Merenra II, risulta la più grande e la prima eretta nel sito. Le piramidi delle regine contenevano i "Testi delle piramidi", originariamente riservati ai soli faraoni.

Il tempio funerario, posizionato sulle rive di un laghetto, fu decorato con scene del faraone che arpiona un ippopotamo, trionfando sul caos, e con immagini del giubileo heb-sed, di una festa del dio Min e di Pepi II che, seguito da una moglie e un figlio, abbatte un capo libico (quest'ultima ricalcata dal tempio funerario di re Sahura della V dinastia). Un cortile era accerchiato da diciotto pilastri decorati con immagini del sovrano al cospetto delle divinità.  

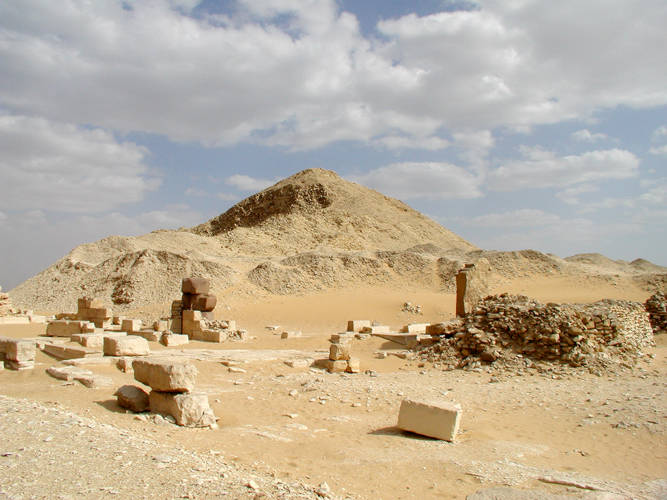
Rovine della piramide di Pepi II a Saqqara.
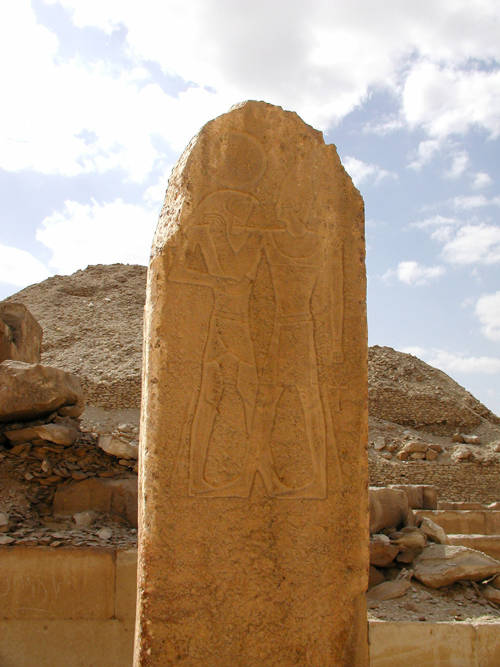
Stele di Pepi II con il dio Ra, dal suo complesso funerario.
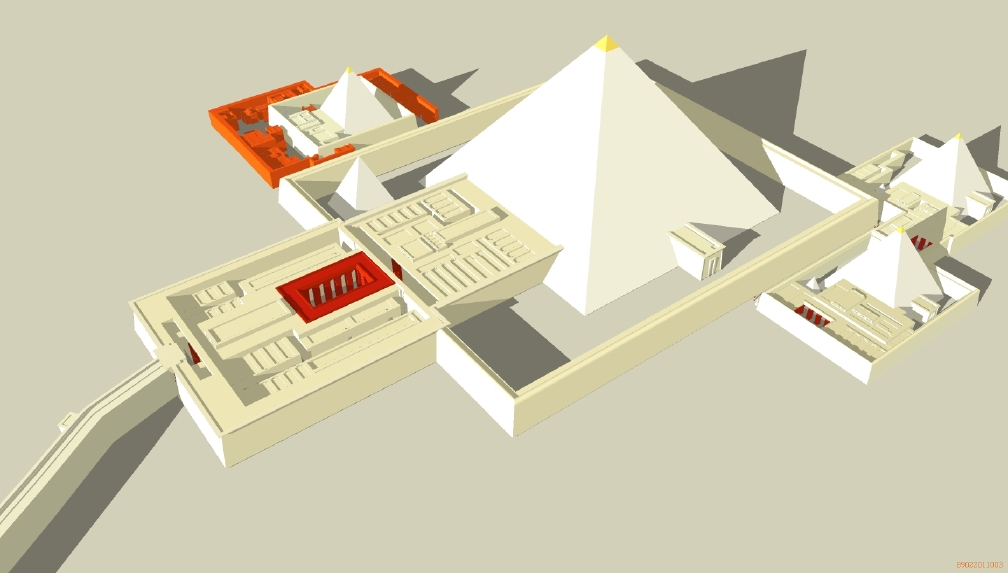
Ricostruzione del complesso della piramide di Pepi II a Saqqara.
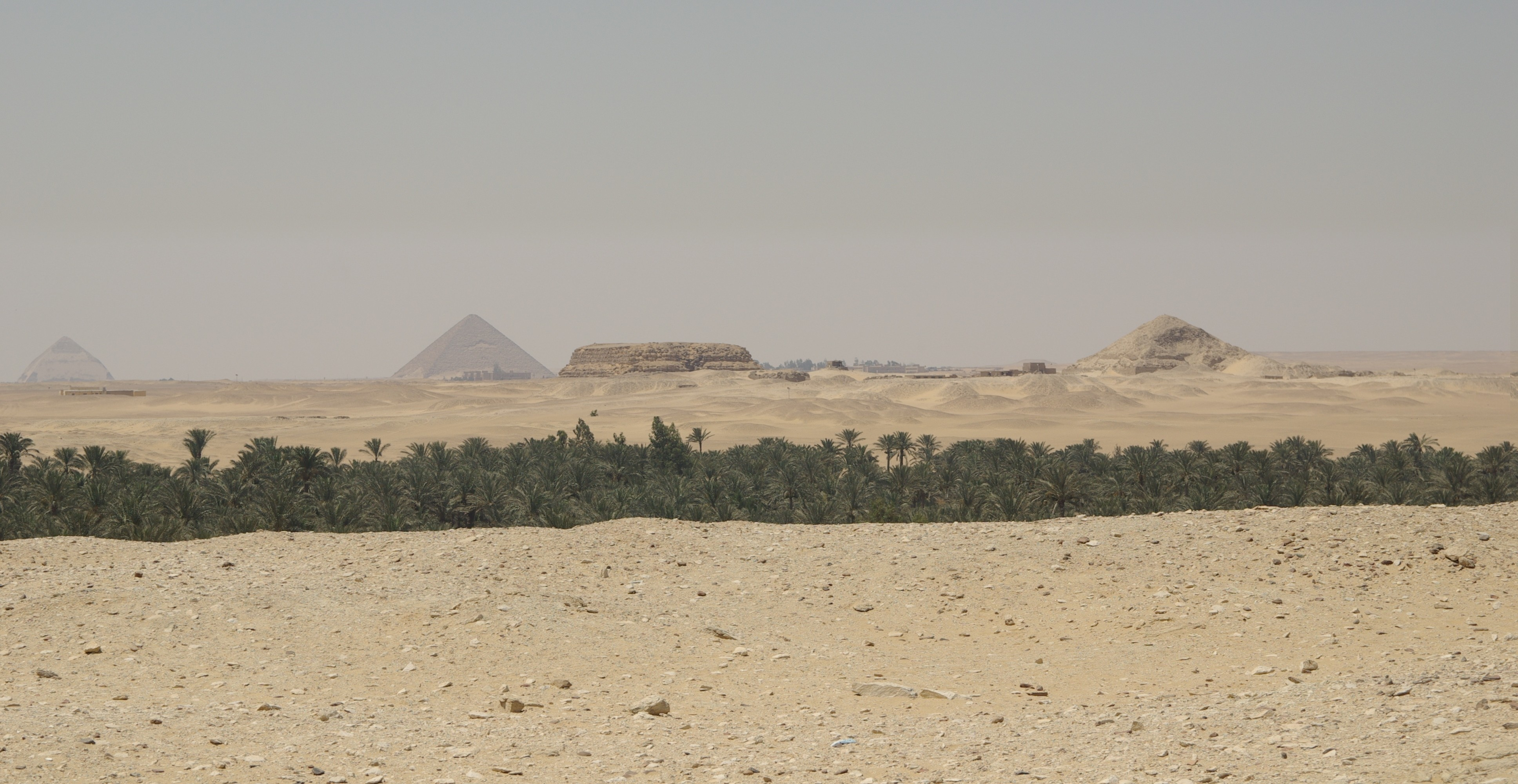
Necropoli di Saqqara: da destra, la piramide di Pepi II, la mastaba di re Shepseskaf e la Piramide rossa e la Piramide romboidale di re Snefru.

## "Re Neferkara e il generale Sisene"
Un numero esiguo di faraoni è stato immortalato in antichi racconti: fra questi, Pepi II. Nel racconto intitolato Re Neferkara e il generale Sisene, sopravvissuto in tre frammenti di un papiro risalente al tardo Nuovo Regno (naturalmente, non è escluso che la sua composizione possa essere più antica), si narra di un incontro notturno, clandestino, tra un comandante militare (il generale Sisene o Sasenet) e un faraone Neferkara (nome regale di Pepi II). Alcuni l'hanno interpretata come la narrazione di una relazione omosessuale; è oggetto di dibattito se i frammenti parlino o meno di Pepi II. Alcuni studiosi, come R. S. Bianchi, hanno ipotizzato che possa trattarsi di un'opera di letteratura arcaizzante, risalente alla XXV dinastia e riferito a Shabaka Neferkara, un faraone kushita. Cimmino ha commentato, riferendosi anche alle valutazioni complessive sul regno di Pepi II:

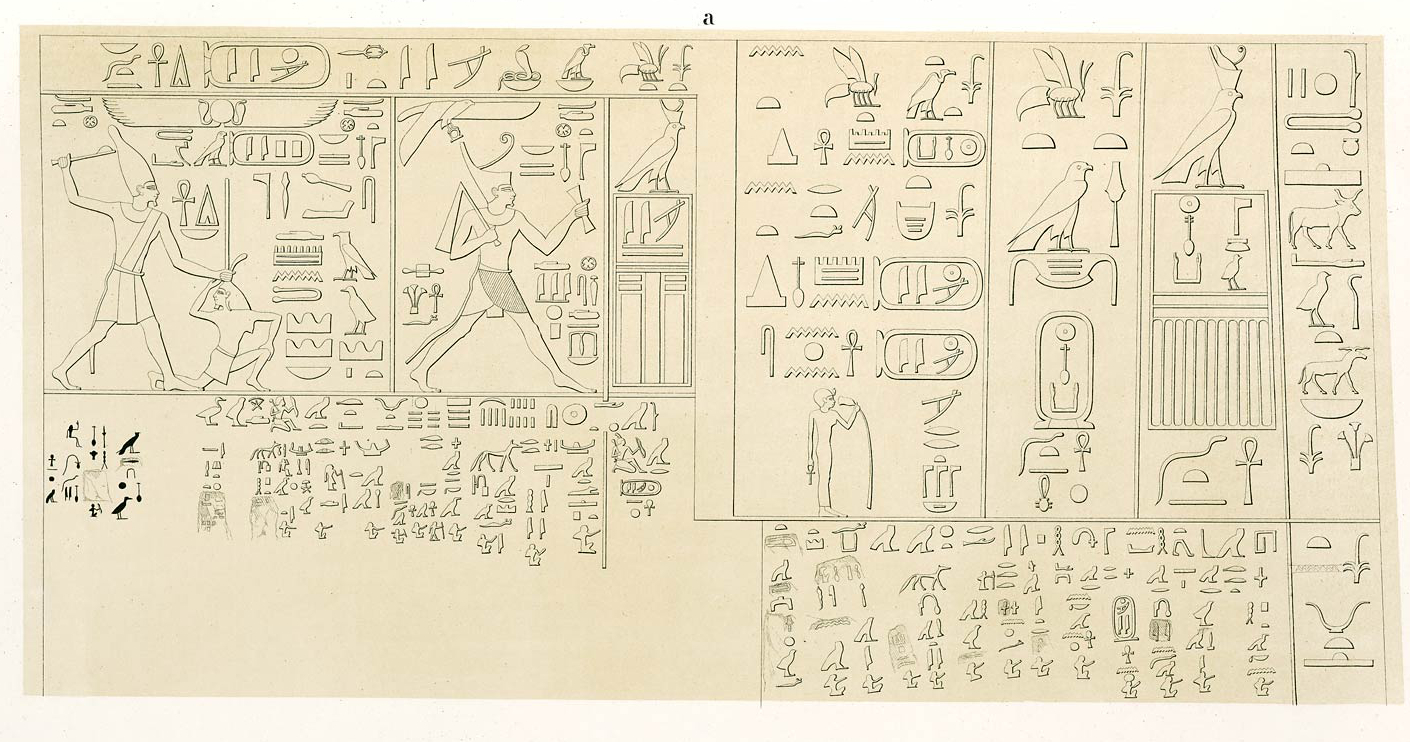
Disegno tratto da petroglifi raffiguranti Pepi II, a sinistra, circondato da iscrizioni geroglifiche, presenti nello Uadi Maghara, nel Sinai.

(Franco Cimmino)

## Liste reali
| N5 | nfr | D28 |

| N5 | nfr | D28 |

| N5 | nfr | D28 |

| N5 | nfr | D28 |

| N5 | nfr | D28 |

| N5 | nfr | D28 |

| N5 | nfr | D28 |

| N5 | nfr | D28 |

| N5 | nfr | D28 |

| N5 | nfr | D28 |

| N5 | nfr | D28 |

| N5 | nfr | D28 |

| N5 | nfr | D28 |

| N5 | nfr | D28 |

| N5 | nfr | D28 |

| N5 | nfr | D28 |

| HASH |

| HASH |

| HASH |

| HASH |

| HASH |

| HASH |

| HASH |

| HASH |

## Titolatura
| G5 |

| G5 |

| R8 | N28 | G43 |

| R8 | N28 | G43 |

| R8 | N28 | G43 |

| R8 | N28 | G43 |

| R8 | N28 | G43 |

| R8 | N28 | G43 |

| R8 | N28 | G43 |

| R8 | N28 | G43 |

| G16 |

| G16 |

| R8 | N28 | G43 |

| R8 | N28 | G43 |

| G8 |

| G8 |

| S42 · G5 · S12 |

| S42 · G5 · S12 |

| M23 · X1 | L2 · X1 |

| M23 · X1 | L2 · X1 |

| N5 | nfr | D28 |

| N5 | nfr | D28 |

| N5 | nfr | D28 |

| N5 | nfr | D28 |

| N5 | nfr | D28 |

| N5 | nfr | D28 |

| N5 | nfr | D28 |

| N5 | nfr | D28 |

| G39 | N5 |

| G39 | N5 |

| p · p | i |

| p · p | i |

| p · p | i |

| p · p | i |

| p · p | i |

| p · p | i |

| p · p | i |

| p · p | i |

## Altre datazioni
| Autore        | Anni di regno         |
| ------------- | --------------------- |
| von Beckerath | 2254 a.C. - 2194 a.C. |
| Málek         | 2236 a.C. - 2143 a.C. |